# Somogyi István (festő, 1930–1998)
Somogyi István (Galgamácsa, 1930. október 20. – Budapest, 1998. március 6.) autodidakta magyar festő, grafikus. 1974-ben a Lengyel Államtanács Érdemkeresztjének arany fokozatával tüntették ki.

## Festői munkássága
Huszonhat éves korától hivatásos festőművészként tevékenykedett. Több mint száz önálló kiállítása volt az ország különböző városaiban, amelyeken mintegy négyezer zsűrizett képet mutatott be. 
Főleg munkások, falusiak mindennapjait örökítette meg, gyakran üzemekkel, termelőszövetkezetekkel kötött szerződések alapján, a szocialista realizmus stílusában. Nemzetközi témájú képeinek a 60-as évektől képeinek új tárgya lett a béke fontossága, az atomháború réme, a nácizmus borzalmai. 
Festészeti kísérletei során „mélytengeri fantáziák”-nak nevezett absztrakt képeket is festett.
Pályafutásának egyik  kiemelkedő állomása 1970-ben New Yorkban egy kiállítás és aukció, amelyen 30 festményét is kiállították, Pablo Picasso, Salvador Dalí, Oskar Kokoschka, Marc Chagall, Henry Moore műveinek társaságában.  
Egy évig állami ösztöndíjasként Lengyelországban alkotott. Itt készült az auschwitzi sorozat, amelyért a Lengyel Államtanács Érdemkeresztjének arany fokozatát kapta.

## Feltalálói tevékenysége
A 90-es években Somadrin néven speciális inhalációs terápiát fejlesztett ki, amivel 1996-ban a Nemzetközi Feltalálók Kiállításán Feltalálói Géniusz-díjat kapott.

## Egyéni kiállításai
- 1957 • Veszprém
- 1958 • Városi Tanács, Várpalota
- 1961 • Veszprém
- 1963 • BM Központ Klub, Budapest • József Attila Művelődési Ház, Dorog • Esztergom • Sárisáp
- 1970 • Majdanek (Lengyelország) • a Hazafias Népfront XI. kerületi Klubja, Budapest
- 1971 • Lengyel Kultúra • Hírlapkiadó Vállalat Klubja, Budapest
- 1973 • Gdańsk (Lengyelország)
- 1974 • Oświęcim (Lengyelország)
- 1980 • Lenin Termelőszövetkezet, Békéscsaba • Pataky Művelődési Központ, Budapest
- 1981 * USA kiállítás Picasso és Schagal képeivel közösen New York Művészetek Háza
- 1981 • Csillaghegyi Szövőgyár, Budapest • Gutenberg Művelődési Ház, Budapest
- 1983 • Ságvári Nyomda, Budapest
- 1983 * Budapest József Attila színház
- 1981*  Általános Iskola ( Galgahéviz)Ihász-Kovács Éva költő nyitotta meg
- 1984 • Termelőszövetkezet, Tápiószentmárton
- 1985 • Pártbizottság, Albertirsa
- 1986 • Helyőrségi Művelődési Ház, Eger • Helyőrségi Művelődési Ház, Cegléd • Helyőrségi Művelődési Ház, Gyöngyös • Pártbizottság, Nagykáta (Csernus Lajossal) • Rózsaszentmárton
- 1987 • Városi Könyvtár, Győr • Landler Jenő Művelődési Ház, Budapest • Nagy Gy. Galéria, Várpalota.

## Válogatott csoportos kiállítások
- 1961 • A vegyipari dolgozók között, Csók Galéria, Budapest
- 1962 • Balatoni Nyári Tárlat, Tihanyi Múzeum, Tihany.

## Művek közgyűjteményekben
- Emlékmúzeum, Oświęcim (Lengyelország).
- Alkonyat akvarel, Magány olajfestmény a Cserhát Művész Kör tulajdonában van (Budapest)